# John Ball (golfare)
John Ball, född 24 december 1861 i Hoylake i Cheshire, död 1940, var en framstående engelsk golfspelare under den senare delen av 1800-talet och det tidiga 1900-talet.
Balls far ägde Royal Hotel som låg nära den plats där Royal Liverpool Golf Club senare byggde sin golfbana. Han började att spela golf när han var åtta år och när han 1876 var femton år så ställde han upp i The Open Championship på Musselburgh där han kom på sjätte plats. Efter att Ball hade vunnit British Amateur 1888 blev han 1890 den förste amatören och den förste engelskfödde spelaren som vann The Open Championship. Samma år vann han sin andra British Amateur och blev därmed den förste spelaren som vann båda tävlingarna samma år. Ball vann sedan British Amateur åtta gånger med vilket han är den mest framgångsrike amatören. Utöver det hade han två andraplatser och han blev även tvåa i 1892 års The Open Championship.
Ball slutade att spela tävlingsgolf när han var 60 år och efter det levde han på sin gård i norra Wales.

## Meriter

### Majorsegrar
- 1890 The Open Championship

### Övriga segrar
- 1888 British Amateur Championship
- 1890 British Amateur Championship
- 1892 British Amateur Championship
- 1894 British Amateur Championship
- 1899 British Amateur Championship
- 1907 British Amateur Championship
- 1910 British Amateur Championship
- 1912 British Amateur Championship

| Majorsegrare genom tiderna                                                                                  |            |           |               |                  |
| 200 olika spelare har vunnit i herrarnas majortävlingar. John Ball var den 15:e spelaren som vann en major. |            |           |               |                  |
| 1:a | 14:e       | 15:e      | 16:e          | 200:e            |
| Willie Park Sr                                                                                              | Jack Burns | John Ball | Hugh Kirkaldy | Louis Oosthuizen |
| Lista över golfens majorsegrare                                                                             |            |           |               |                  |